# Parc nacional de Los Altos de Nsork
El Parc nacional de Los Altos de Nsork és una àrea protegida del país africà de Guinea Equatorial, declarada parc nacional l'any 1988 mitjançant la Llei N. 8/1988. Es troba a l'est del país (en la part continental) en el districte de Nsork, que forma part de la província Wele-Nzas, abastant una superfície de 800 km². Posseeix diverses formacions rocoses i rius, i una fauna variada, a més al seu territori existeixen petits poblats amb gent en la seva majoria de l'ètnia fang.